# Знакомство с Факерами (трилогия)
Трилогия «Знакомство с Факерами» состоит из трёх фильмов Знакомство с родителями (англ. Meet the Parents), Знакомство с Факерами (англ. Meet the Fockers) и Знакомство с Факерами 2 (англ. Little Fockers) или Маленькие Факеры. Первые два фильма были приняты критиками и зрителями тепло, однако последний был раскритикован.

## Краткий сюжет

### Знакомство с родителями
Грег (Бен Стиллер) собирается сделать предложение любимой девушке Пэм (Тери Поло), с которой они встречаются уже 10 месяцев. Но потом планы парня меняются, и он собирается просить руки Пэм у её отца Джека (Роберт Де Ниро). Они едут знакомиться с семьей Бёрнс.
Грег знакомится с семьей своей девушки и узнаёт много нового, например, что отец Пэм — агент ЦРУ на пенсии, который любит проверять «на вшивость» парней своей дочери, детектор лжи и «сыворотка правды» прилагаются. А бывший парень Пэм Кевин (Оуэн Уилсон) богат и талантлив, и он будет шафером на свадьбе у сестры Пэм.
Но любые действия Грега приводят к катастрофам, и чем дальше, тем хуже. Все против него, но не любовь, ведь только она способна развеять даже самые мрачные тучи.

### Знакомство с Факерами
После того, как Джек Бёрнс, бывший агент ЦРУ, дал разрешение Грегу Факеру на брак со своей дочерью Пэм, Грег решил познакомить свою новую семью со своими родителями. Для этого семейство Бёрнсов в составе Джека Бёрнса, его жены Дины, маленького Джека (его внука) и ещё не поженившихся Грега и Пэм отправляется в Майами. Но для четы Бёрнсов знакомство с его родителями, сексологом для пожилых людей Роз и якобы адвокатом Бернардом, не стало большим сюрпризом. Ведь что можно ожидать от родителей, которые назвали своего сына Гейлордом — как минимум то, что они имеют чувство юмора.

### Знакомство с Факерами 2
После свадьбы Грега и Пэм прошло уже восемь лет, и теперь их единственной заботой становится воспитание двух близнецов. К тому же Джек Бёрнс, обеспокоенный своим здоровьем, решает сделать Грега главой всего семейства, но для этого ему придётся пройти очередную проверку и не упасть в глазах Джека, а также всей семьи.

## Присутствие персонажей
| Гейлорд «Грег» Факер     | Бен Стиллер    | Бен Стиллер      | Бен Стиллер      |
| Джек Бёрнс               | Роберт Де Ниро | Роберт Де Ниро   | Роберт Де Ниро   |
| Розалинд «Роз» Факер     |                | Барбра Стрейзанд | Барбра Стрейзанд |
| Берни Факер              |                | Дастин Хоффман   | Дастин Хоффман   |
| Саманта Факер            |                |                  | Дэйзи Тахэн      |
| Генри Факер              |                |                  | Колин Байоччи    |
| Памела «Пэм» Бёрнс/Факер | Тери Поло      | Тери Поло        | Тери Поло        |
| Дина Бёрнс               | Блайт Даннер   | Блайт Даннер     | Блайт Даннер     |
| Кевин «Рейли» Ревлей     | Оуэн Уилсон    | Оуэн Уилсон      | Оуэн Уилсон      |
| Энди Гарсиа              |                |                  | Джессика Альба   |
| Симмонс                  |                |                  | Лора Дёрн        |
| Рэнди Вэйр               |                |                  | Харви Кейтель    |
| Луис                     |                |                  | Кевин Харт       |
| Боб Бэнкс                | Томас Маккарти |                  | Томас Маккарти   |
| Джуниор                  |                |                  | Юл Васкес        |
| Ларри Бэнкс              | Джеймс Ребхорн |                  |                  |
| Дебора Бёрнс             | Николь ДеХафф  |                  |                  |
| Денни Бёрнс              | Джон Абрахамс  |                  |                  |
| Линда Бенкс              | Филлис Джордж  |                  |                  |

## Кассовые сборы
| Год       | Фильм                   | США          | За рубежом   | Всего          |
| --------- | ----------------------- | ------------ | ------------ | -------------- |
| 2000      | Знакомство с родителями | $164.200.000 | $166.244.045 | $330.444.045   |
| 2004      | Знакомство с Факерами   | $237.381.779 | $279.261.160 | $516.642.939   |
| 2010      | Знакомство с Факерами 2 | $162.211.985 | $148.438.600 | $310.650.585   |
| Все части | Все части               | $563.793.764 | $593.943.805 | $1.157.737.569 |